# Casque de Broe
Vous lisez un « bon article » labellisé en 2025.
Le casque de Broe, ou casque de Broa, est un casque en fer datant de l'âge de Vendel, découvert vers 1904 sur l'île suédoise de Gotland. Ses fragments sont conservés au musée historique de Stockholm.
En 1969, une reconstitution du casque est réalisée sur des bases hypothétiques dans un cadre archéologique. Le modèle segmenté comprend une bande frontale et une bande longitudinale allant du nez à la nuque, avec des plaques métalliques offrant une protection pour la nuque, les joues et le visage. La bande naso-nuquale est décorée de feuilles de bronze, tandis qu'un élément sourcilier — conservé dans son intégralité — présente à ses extrémités des têtes animales sculptées et des incrustations de bandes d'argent. Ce casque montre une forte similitude stylistique avec le casque de Vendel XIV.
La datation précise du casque reste incertaine, mais son style et le mobilier funéraire associé suggèrent une datation probable dans la seconde moitié du VIIe siècle. Cette période est relativement proche de celle de la tombe de Vendel XIV, généralement datée entre 520 et 625, et les similitudes entre les deux sépultures vont au-delà des casques. En particulier, plusieurs fragments de fer décoré des deux ensembles funéraires présentent un décor identique, ce qui indique un répertoire ornemental commun et un univers culturel et technique partagé par les élites scandinaves du haut Moyen Âge.

## Découverte
Les fragments du casque sont découverts aux alentours de 1904 à Broe, une ferme de la localité de Högbro, au cœur de la paroisse de Halla, une localité reconnue pour son importance archéologique, située dans la région centrale de l'île suédoise de Gotland,,, de manière fortuite lors du creusement d'un jardin. Les travaux atteignent une profondeur d'environ 0,30 mètre et s'étendent sur une surface équivalente approximativement à 77 m2 (un demi kappland). Le découvreur confie l'ensemble des pièces au musée historique de Stockholm. À l’exception d'un unique artéfact — une agrafe circulaire en bronze ornée de trois têtes animales —, l'ensemble du mobilier présente des altérations dues à une exposition au feu et provient donc d'une tombe à incinération qui a été perturbée par les travaux agricoles.

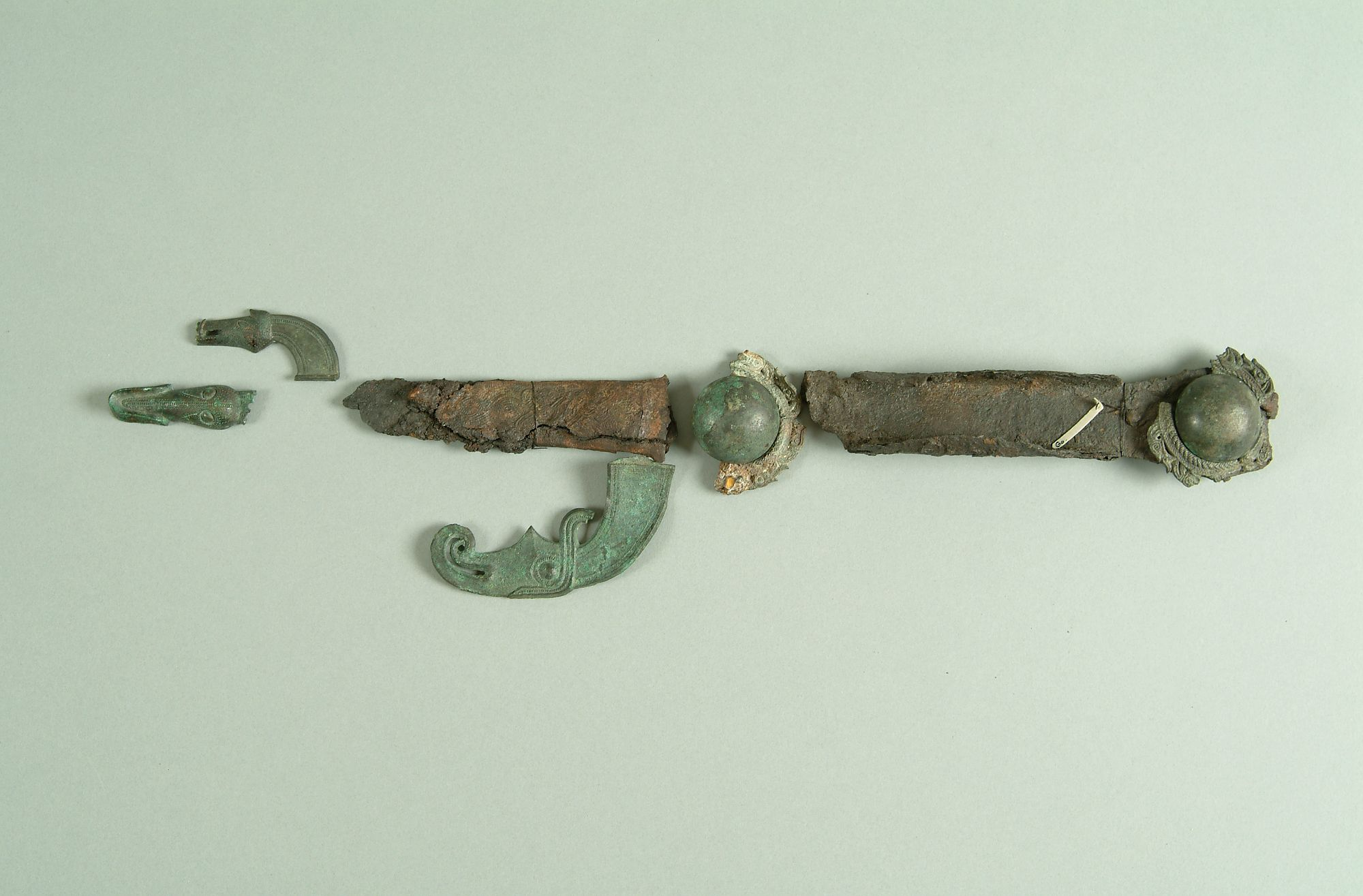
Les éléments de fixation de bouclier provenant de la tombe de Broe.

Parmi les objets en bronze mis au jour, outre une fibule ornée de trois têtes animales, figurent une autre fibule ronde incrustée, deux anneaux décorés de motifs zoomorphes, des fragments de poignée d'une épée à anneau, sept grands rivets hémisphériques, quatre rivets de plus petite taille, ainsi qu'environ 35 types d'attaches de courroies fragmentaires, dont plusieurs présentent une ornementation animale. Deux de ces dernières sont en fer rehaussé de décor en bronze, tandis que cinq se distinguent par leur forme qui évoquent un chapeau. Plusieurs de ces attaches — tout comme, peut-être, les anneaux — semblent avoir appartenu à des poignées de boucliers. L'arsenal en fer comprend trois épées à double tranchant, deux épées larges et quatre plus fines à simple tranchant, huit pointes de lance, quatre umbos, plusieurs poignées de bouclier, quatre brides, un couteau, une paire de ciseaux, ainsi qu'un ensemble varié de pièces de fixation, dont certaines destinées au renforcement des bords de bouclier. Un casque complète cet inventaire métallique. Enfin, les objets non métalliques incluent des fragments d'une coupe en verre vert, sept pièces de jeu en os, mais également quelques ossements calcinés, vraisemblablement d'origine équine.
Les objets sont acquis en 1904 par le musée historique de Stockholm, où ils sont enregistrés sous le numéro d'inventaire 12 291. Trois ans plus tard, en 1907, les découvertes font l'objet d'une première publication illustrée dans Månadsblad, la revue mensuelle de l'Académie royale suédoise des belles-lettres, d'histoire et des antiquités. 
Plusieurs de ces artéfacts, dont une reconstitution hypothétique du casque, sont ensuite reproduits dans le deuxième volume de l'ouvrage que Birger Nerman consacre aux découvertes de la période de Vendel à Gotland, Die Vendelzeit Gotlands. Ce volume iconographique précède de six années le premier tome, qui en constitue le complément textuel,,.

## Description

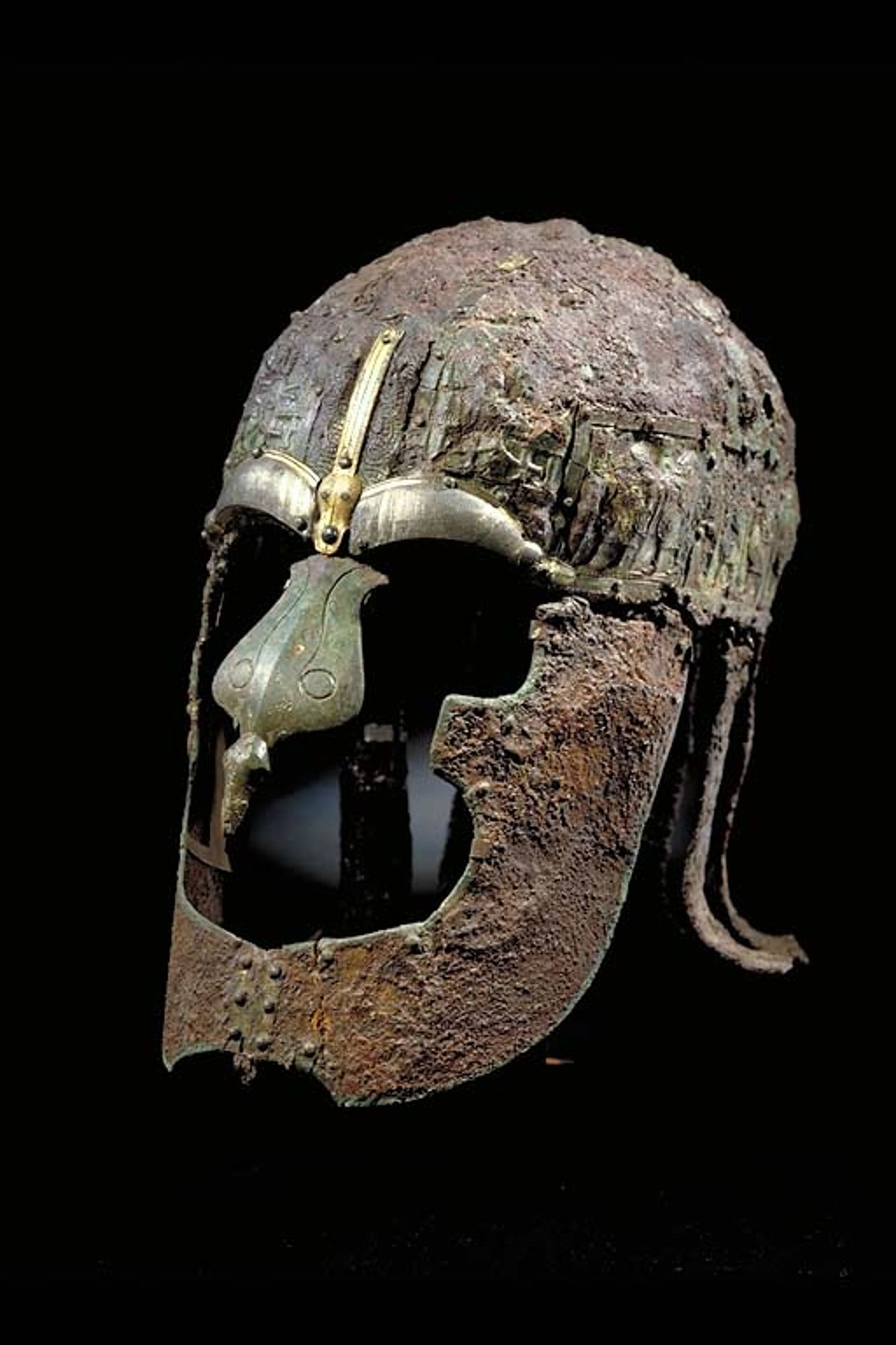
Le casque de Broe présente des similitudes avec le casque Vendel XIV.

Le casque de Broe subsiste dans un état fragmentaire, qui permet néanmoins d'en offrir une reconstitution artistique conjecturale. À l'origine, il se composait d'une calotte en fer, probablement assemblée par sections, équipée à la fois d'un jonc frontal et d'un jonc nasal qui s'étend jusqu'à la nuque,. Ce dernier, auquel pourrait appartenir un fragment portant des traces de feuilles de bronze décoratif, se termine au-dessus des sourcils par la représentation d'une tête d'animal, les yeux étant incrustés de grenats. Un autre fragment du jonc nasal conserve l'empreinte d'une tête animale qui ne correspond pas à celle qui subsiste, suggérant ainsi la présence d'une seconde tête d'animal à l'arrière du casque,. Des lanières de fer suspendues au jonc frontal assuraient la protection du cou et des joues. Bien que la joue gauche conservée soit fragmentaire, elle semble avoir été particulièrement profonde. D'autres lanières, rattachées au jonc nasal, s'étendaient pour couvrir le nez et entourer les yeux afin de protéger le visage,. Au-dessus des yeux, une pièce décorative, en fer incrustée de fines baguettes d'argent, se prolongeait de chaque côté par une tête d’animal.
Le casque de Broe présente, sous certains aspects, des analogies possibles avec celui de Vendel XIV,. Ces deux exemplaires semblent avoir été dotés de plaques articulées descendant profondément pour protéger les joues et la nuque, d'une crête plate ornée de têtes animales à ses extrémités, ainsi que de sourcils décoratifs. Néanmoins, la nature particulièrement lacunaire du casque de Broe rend toute tentative de reconstitution précise de sa forme originale impossible.

## Typologie
Bien que difficile à dater, le casque de Broe, tout comme les autres artéfacts mis au jour sur le même site, présente des traits stylistiques caractéristiques du début de la période des grandes migrations. Certains éléments, notamment la pièce sourcilière, évoquent des casques ou fragments retrouvés à Gotland, tels que celui de Lokrume, ainsi que dans des contextes continentaux, notamment en Uppland. Le casque de Broe montre en particulier de fortes analogies avec celui de Vendel XIV, dont la datation oscille entre 520 et 625, ce qui suggère une chronologie similaire. Par ailleurs, des fragments de fer décorés, sans lien direct avec les casques mais issus des deux sépultures, présentent un motif estampé identique,,,. L'ensemble du mobilier funéraire découvert à Broe tend ainsi à situer l'inhumation dans la seconde moitié du VIe siècle.
Le casque de Broe s'inscrit dans le groupe des « casques à crête » attestés en Europe du Nord du VIe siècle au XIe siècle,. Ce type de casque se caractérise par une calotte bombée surmontée d'une crête proéminente, qui s'étend du nez jusqu'à la nuque. Hormis un fragment daté de l'époque viking retrouvé à Kiev, tous les exemplaires connus proviennent d'Angleterre ou de Scandinavie,. La Suède en concentre plus de la moitié, et jusqu'à une vingtaine ont été découverts à Gotland, bien que ces derniers proviennent le plus souvent de sépultures à crémation et ne soient conservés qu'à l’état fragmentaire,,.